# Jan Thomas Ferdinand Huguenin
Jan Thomas Ferdinand Huguenin (Kubaard, 8 juli 1829 - Havelte, 13 februari 1875) was een Nederlandse burgemeester.

## Leven en werk
Huguenin was een zoon van de predikant Jan Thomas Herman Huguenin en Elisabeth Catharina Maria Theresia Huber. Zijn gelijknamige grootvader Jan Thomas Ferdinand Huguenin was een infanteriekapitein en maire van Sonnega. In 1867 werd Huguenin benoemd tot secretaris van de gemeente Stavoren. In 1871 volgde hij in deze gemeente burgemeester Jentink op die vertrok naar Bolsward. Nog geen jaar later werd Huguenin benoemd tot burgemeester van Havelte. Deze functie zou hij ruim twee jaar vervullen. Hij overleed in februari 1875 aldaar op 45-jarige leeftijd.
Huguenin trouwde op 21 september 1863 in Hattem met Johanna Wijnanda Schmiedeman, dochter van de in 1846 overleden wethouder van Hattem Johan Albert Schmiedeman en Alijda Catharina Theodora Aletta Le Cavelier.